# James J. Bulger

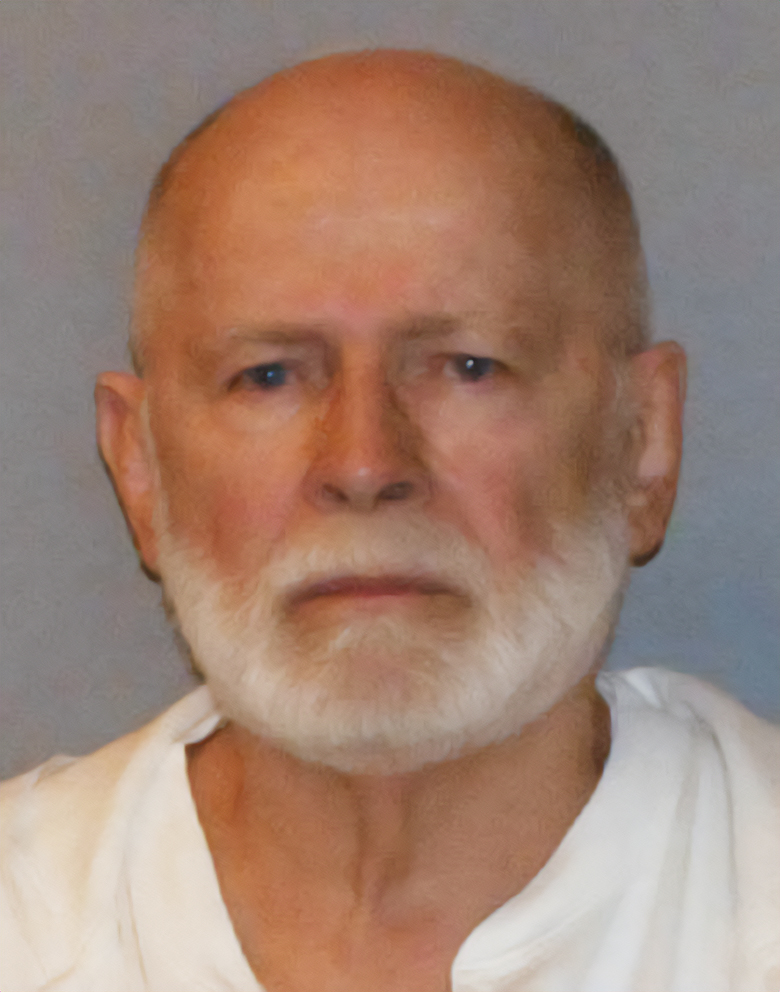
James J. Bulger (2011)

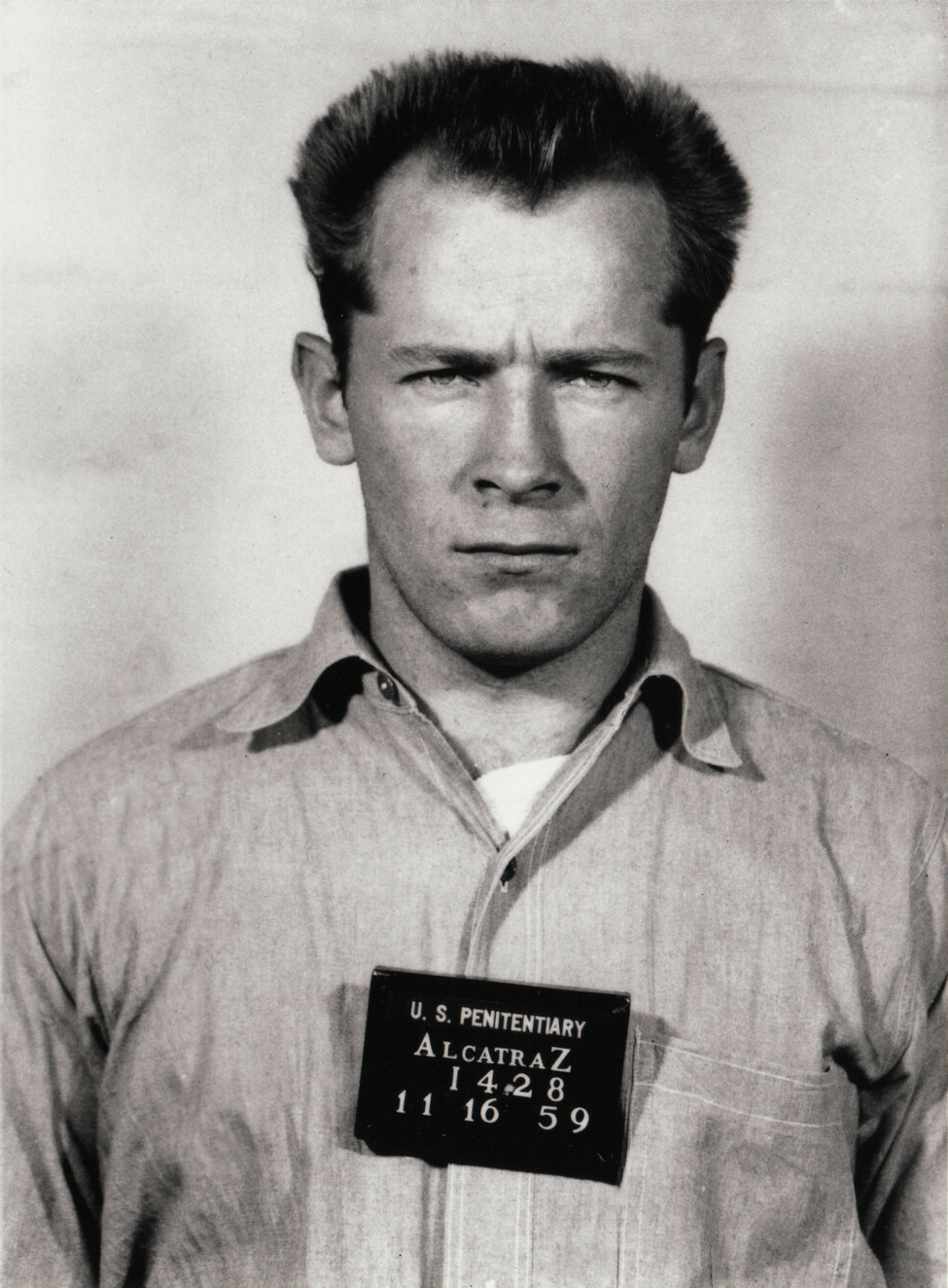
James J. Bulger (1959)

James Joseph „Whitey“ Bulger (* 3. September 1929 in Boston, Massachusetts; † 30. Oktober 2018 in Bruceton Mills, West Virginia) war ein 2011 verhafteter US-amerikanischer Verbrecher. Er stand ab 1999 als chronologisch 458. Person auf der Liste der zehn meistgesuchten Flüchtigen des FBI. Auf seine Ergreifung waren 2 Mio. US-Dollar ausgesetzt. Ihm wurden unter anderem 19-facher Mord, Erpressung, Drogenhandel, kriminelle Verschwörung und Geldwäsche vorgeworfen. Weiterhin soll er Kopf der Winter Hill Gang gewesen sein, einer kriminellen Bande in Boston.

## Leben
Bulger war der Sohn irischer Einwanderer. Sein jüngerer Bruder William „Billy“ Bulger (* 1934) wurde ein bekannter Politiker. Bereits als Jugendlicher war Bulger Mitglied einer Gang und verbüßte in Alcatraz eine Gefängnisstrafe wegen Bankraubs. Später arbeitete er als Informant für das FBI und nutzte diese Position zu seinem eigenen Vorteil, um seine Stellung im organisierten Verbrechen Bostons zu festigen, indem er rivalisierende Gangster an die Fahnder verriet.
Nachdem er von einem später festgenommenen FBI-Agenten gewarnt worden war, dass gegen ihn ermittelt werde, setzte sich Bulger 1995 zusammen mit seiner Freundin Catherine Greig, die ebenfalls von der US-Justiz gesucht wurde, ab. Es folgte eine jahrelange Fahndung. Er wurde 2002 in London gesehen, im Juli 2005 reisten Ermittler des FBI nach Uruguay, um dort möglichen Spuren nachzugehen.
Hinweise auf eine Sichtung von Bulger und Greig im Frühjahr 2007 im sizilianischen Taormina stellten sich dagegen als falsch heraus; nach Zuschauerreaktionen auf einen Fahndungsbeitrag in der Fernsehserie Aktenzeichen XY … ungelöst des ZDFs konnten zwei auf einem Amateurvideo sichtbare, Bulger und Greig ähnlich sehende Personen als unbeteiligtes Urlauberehepaar aus Deutschland identifiziert werden.
Laut Fahndungsaufruf des FBI galt Bulger als bewaffnet und gefährlich. Weiterhin wurde er auch als bibliophil und historisch interessiert beschrieben. Neben der Verwendung verschiedener Decknamen soll er mittels diverser Verkleidungen durch die Vereinigten Staaten, Kanada, Mexiko und Europa gereist sein.
Nach 16 Jahren auf der Flucht wurde Bulger am 22. Juni 2011, im Alter von 81 Jahren, nach einem erneuten Fahndungsaufruf des FBI in Santa Monica im US-Bundesstaat Kalifornien zusammen mit Catherine Greig verhaftet. Nach Angaben seiner Nachbarn in Santa Monica hatte er dort 16 Jahre lang unter dem Namen Charles Gasko in einer 75-Quadratmeter-Wohnung gelebt.
Am 12. Juni 2013 begann der erste Prozess, in dem er in 32 Fällen von Racketeering, Geldwäsche, Totschlags und Waffenvergehens sowie wegen Beteiligung an 19 Morden angeklagt wurde. Am 12. August 2013 wurde er nach einem mehr als zweimonatigen Prozess in 31 von 32 Anklagepunkten von einer US-Jury schuldig gesprochen. Er wurde am 14. November 2013 für Racketeering und 11 Morde zu doppelt lebenslanger Freiheitsstrafe zuzüglich fünf Jahren verurteilt; bei dieser Gelegenheit bestritt er, als Informant andere Kriminelle verraten zu haben. Am 10. Januar 2014 wurde er in die United States Penitentiary, Tucson, Arizona, verlegt; später befand er sich in der United States Penitentiary, Coleman II, in Florida.
Am 30. Oktober 2018 starb Bulger nach Gewalteinwirkung in der United States Penitentiary Hazelton in West Virginia. Nach Angaben der Gefängnisleitung wurde er unmittelbar nach seiner Verlegung in die Haftanstalt von zwei anderen Häftlingen angegriffen und zu Tode geprügelt; den Tätern werden ebenfalls Verbindungen zum organisierten Verbrechen vorgeworfen.

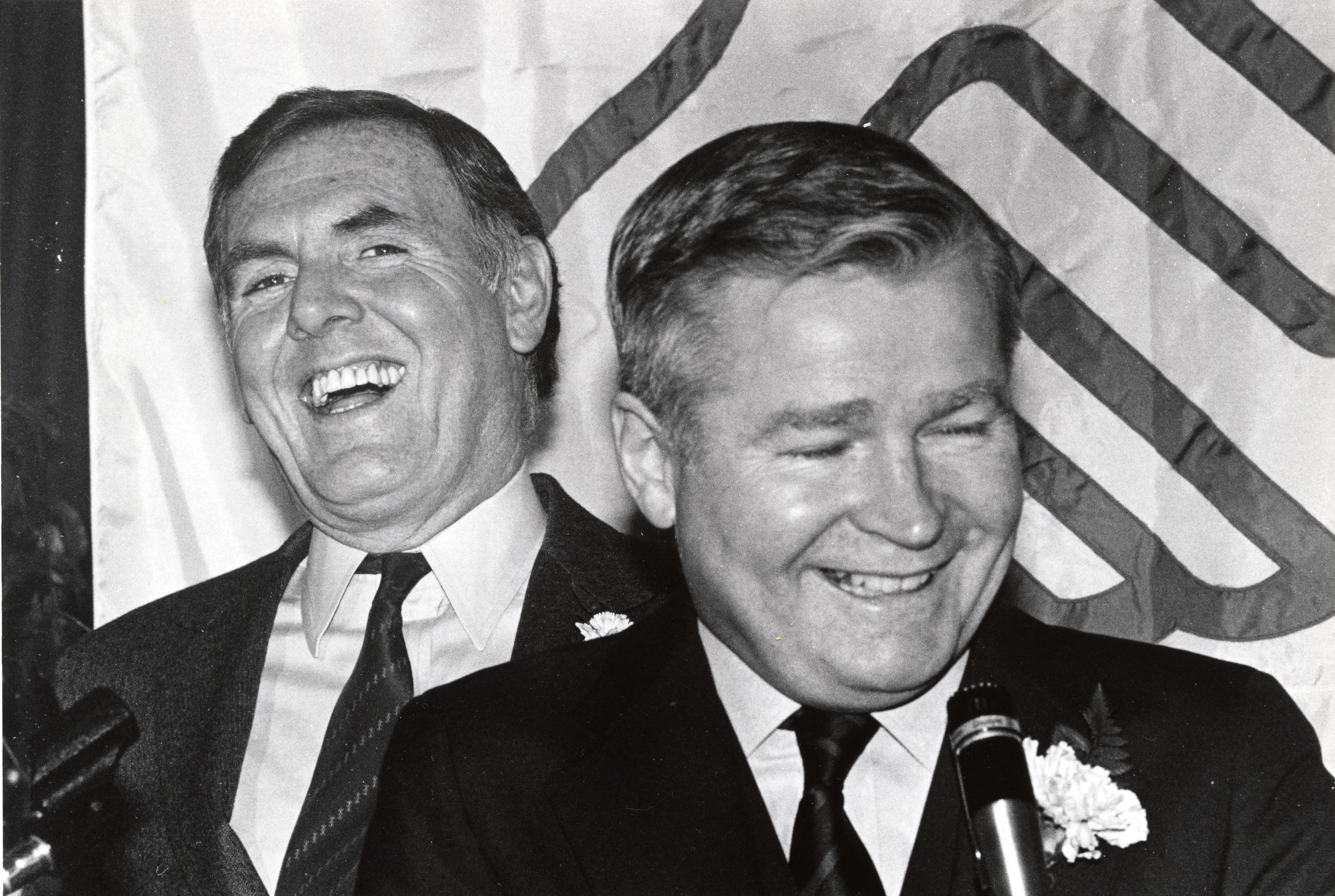
Der Bruder William Bulger (r.) mit Raymond Flynn (Bürgermeister von Boston, Botschafter der USA im Vatikan) in den 1980er Jahren.

Bulgers Bruder war William Bulger, einer der mächtigsten Politiker von Massachusetts. 18 Jahre lang war William Bulger Präsident des Senates von Massachusetts und zählte die Senatoren Ted Kennedy und John Kerry zu seinen Parteifreunden, von 1996 bis 2003 wurde er zum Präsidenten der University of Massachusetts ernannt. William Bulger behauptete stets, praktisch keinen Kontakt zu seinem kriminellen Bruder gehabt zu haben. 2003 musste er jedoch sein Amt auf Druck von Mitt Romney niederlegen.

## Bulger in der Populärkultur
Bulgers Leben diente als Vorlage für den von seinem früheren Mitarbeiter Kevin Weeks verfassten Roman Brutal, der eine der Vorlagen für den Film Departed – Unter Feinden von Martin Scorsese (2006) bildete.
Auch die im gleichen Jahr entstandene Fernsehserie Brotherhood basierte auf Bulgers Leben und legte den Fokus auf die Beziehung eines Kriminellen zu seinem als Politiker erfolgreichen Bruder. Die Hauptrollen übernahmen Jason Isaacs als Krimineller und Jason Clarke als dessen politisch aktiver Bruder.
2014 wurde der Dokumentarfilm Whitey – Mafiaboss und FBI-Informant veröffentlicht.
Bulgers Leben und Karriere im Bostoner Untergrund wurden 2015 unter dem Titel Black Mass verfilmt. Dabei diente unter anderem der Roman Black Mass: The True Story of an Unholy Alliance Between the FBI and the Irish Mob von Dick Lehr und Gerard O’Neill als Grundlage.
Am 6. Dezember 2016 erschien mit der 1. Folge der 4. Staffel von Gangster – Ohne Skrupel und Moral eine Episode mit dem Titel James ‘Whitey’ Bulger.
Die erste Episode der 4-teiligen Doku-Dramareihe Kingpin – Die größten Verbrecherbosse des Senders History aus dem Jahr 2018 handelt von Bulger.
Episode 5 der 2023 veröffentlichten Netflix-Serie  How to become a Mob Boss handelt von Bulger.
Die NBC-Serie The Blacklist adaptierte von 2013 bis 2023 Elemente von Bulgers Charakter in der fiktiven Figur des Verbrechers und FBI-Informanten Raymond Reddington.